# Пало-дель-Колле
Пало-дель-Колле (італ. Palo del Colle) — муніципалітет в Італії, у регіоні Апулія, метрополійне місто Барі.
Пало-дель-Колле розташоване на відстані близько 370 км на схід від Рима, 17 км на південний захід від Барі.
Населення — 21 695 осіб (2014).
Щорічний фестиваль відбувається 16 вересня. Покровитель — Santissimo Crocifisso.

## Демографія
Населення за роками:

Станом на 1 січня 2023 року в муніципалітеті офіційно проживали 494 іноземці з 44 країн, серед них 91 громадянин країн Євросоюзу та 5 громадян України.

## Сусідні муніципалітети
- Бінетто
- Бітетто
- Бітонто
- Торитто